# روجير فاسن
روجير فاسن (بالهولندية: Rogier Wassen) مواليد 9 أغسطس 1976 في رورموند، هولندا، هو لاعب كرة مضرب هولندي بدأ مسيرته كمحترف سنة 1994 ويلعب باليد اليمنى. أعلى تصنيف له في الفردي كان المركز الـ 143 في سنة 1999. أعلى تصنيف له في الزوجي كان المركز الـ 24 في سنة 2007.

## روابط خارجية
- روجير فاسن على موقع رابطة محترفي التنس (الإنجليزية)
- روجير فاسن على موقع الاتحاد الدولي لكرة المضرب (الإنجليزية)
- روجير فاسن على موقع كأس ديفيز (الإنجليزية)
- روجير فاسن على موقع خلاصة التنس.كوم (الإنجليزية)
- روجير فاسن على موقع إي إس بي إن.كوم (الإنجليزية)